# Ithycyphus
Genre
Ithycyphus est un genre de serpents de la famille des Lamprophiidae. 

## Répartition
Les espèces de ce genre sont endémiques de Madagascar.

## Liste d'espèces
Selon The Reptile Database (21 déc. 2011) :
- Ithycyphus blanci Domergue, 1988
- Ithycyphus goudoti (Schlegel, 1837)
- Ithycyphus miniatus (Schlegel, 1837)
- Ithycyphus oursi Domergue, 1986
- Ithycyphus perineti Domergue, 1986

## Publication originale
- Günther, 1873 : Description of a new snake from Madagascar. Annals and magazine of natural history, ser. 4, vol. 11, p. 374-375 (texte intégral).